# Hans Schmelz
Hans Schmelz (* 19. Januar 1917 in Itzehoe; gestorben 1987) war ein deutscher Journalist, Spiegel-Redakteur und Politiker.

## Leben

### Karriere
Im Zweiten Weltkrieg wirkte Schmelz zuletzt als Major der Fallschirmjäger bei der 1. Fallschirmjäger-Division. Laut Uwe Soukup wurde ihm 1944 von Hitler persönlich das Ritterkreuz des Eisernen Kreuzes mit Eichenlaub verliehen. Laut Mainhardt Graf von Nayhauß-Cormons wurde ihm auch das Deutsche Kreuz in Gold verliehen. Nach Kriegsende gehörte er neben Helmut Schmidt und Oswald Paulig zu den Mitgründern des Sozialistischen Deutschen Studentenbundes in Hamburg. Auch arbeitete er in dieser Zeit für die Organisation Gehlen, später auch für die Nachfolgeorganisation BND. Er wirkte mit Herbert Wehner als Redakteur des Hamburger Echo.
Seit 1953 arbeitete er als Redakteur und Militärfachmann des Spiegels in Bonn. 1962 war er einer der Autoren des Spiegel-Artikels Bedingt abwehrbereit, der zum Auslöser der Spiegel-Affäre wurde. Schmelz war zum Zeitpunkt der Publikation auf einer Dienstreise in Ungarn und wurde nach seiner Rückkehr sofort festgenommen und für 81 Tage in Untersuchungshaft gesteckt. 1969 verabschiedete er sich vom Spiegel und wirkte unter Helmut Schmidt nun als stellvertretender Leiter im Planungsstab des Bundesministeriums der Verteidigung für die Aufgabenbereiche Friedens- und Konfliktforschung bis 1974 und Allgemeine politische Fragen bis 1982. Danach ging er in den Ruhestand.